# Služebnice Dítěte Ježíše

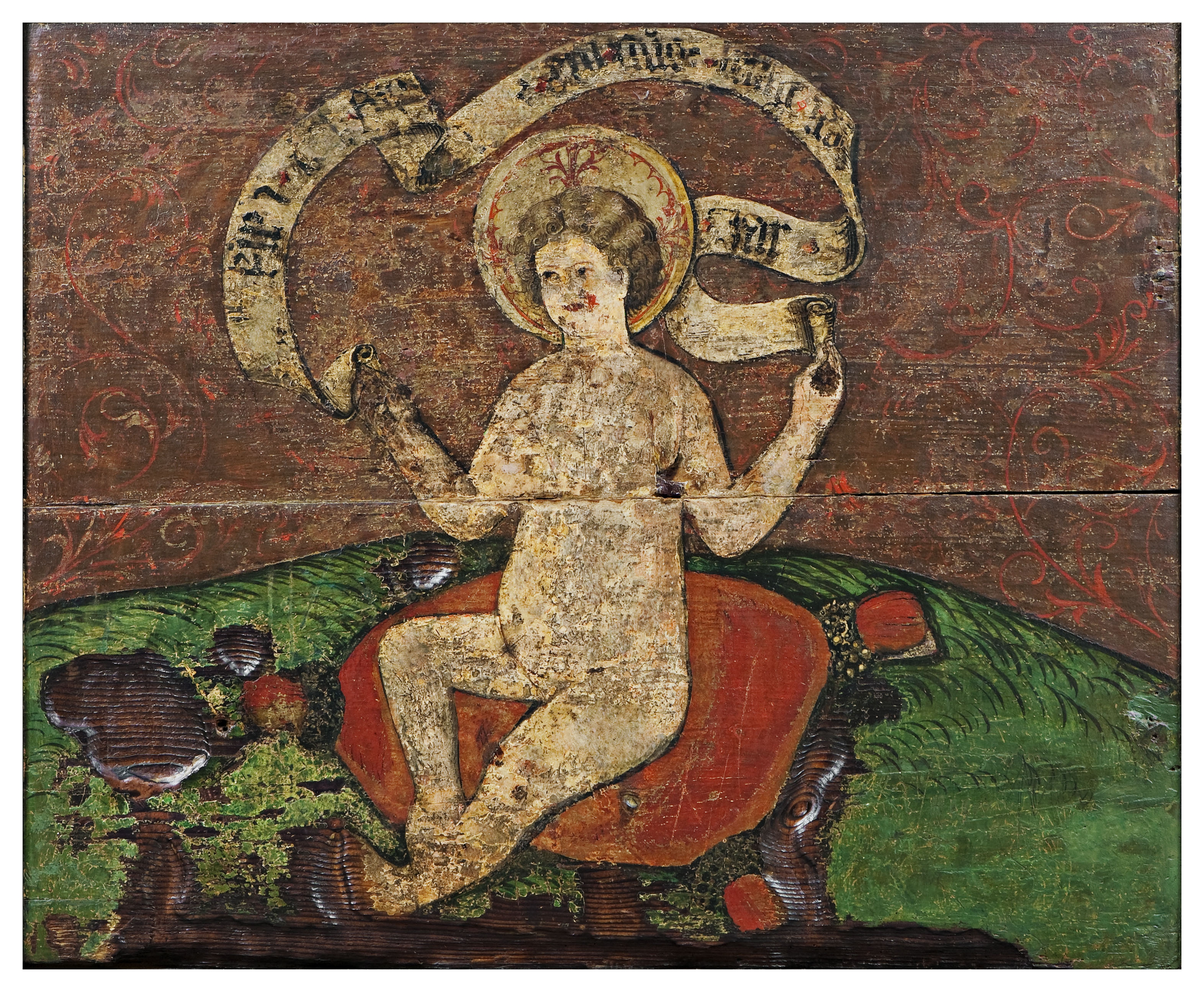
Dřevěný obraz Ježíška v klášterní kapli kláštera Wettingen

Služebnice Dítěte Ježíše (chorvatsky: Služavke Malog Isusa) je ženská řeholní kongregace, jejíž zkratkou je S.M.I.

## Historie
Po svém jmenování arcibiskupem sarajevským otevřel Josip Stadler ve městě domov pro seniory a domov pro osiřelé a opuštěné děti; pro službu v těchto centrech založil 24. října 1890 kongregaci sester Služebnic Dítěte Ježíše.
Řeholnice neměly zvláštní hábit a jejich pravidla vycházela z řehole svatého Augustina. Záhy se sestry začaly věnovat vyučování a jejími žáky byli také nekatolíci.
Po druhé světové válce byly jejich ústavy státem Jugoslávie znárodněny. Některé sestry byly zaměstnány v nemocnicích a domovech důchodců, jiné se věnovaly katechezi, navštěvovaly nemocné či sloužily ve farnostech.
Roku 1949 byl mateřský dům a noviciát přemístěn do Záhřebu.
Jejich řeholní stanovy byly Svatým stolcem schváleny roku 1906 a roku 1912 došlo k jejich úplnému schválení.

## Aktivita a šíření
Věnují se především péči a pomoci sirotkům, opuštěným dětem a seniorům.
Kromě Chorvatska jsou přítomny v Belgii, Bosně a Hercegovině, Německu, na Haiti, v Itálii a Černé Hoře; generální kurie se nachází v Záhřebu.
Na konci roku 2015 měla kongregace 347 sester v 64 domech.